# Gordon (Georgia)
Gordon is een plaats (city) in de Amerikaanse staat Georgia, en valt bestuurlijk gezien onder Wilkinson County.

## Demografie
Bij de volkstelling in 2000 werd het aantal inwoners vastgesteld op 2152.
In 2006 is het aantal inwoners door het United States Census Bureau geschat op 2094, een daling van 58 (-2.7%).

## Geografie
Volgens het United States Census Bureau beslaat de plaats een oppervlakte van
14,2 km², waarvan 14,0 km² land en 0,2 km² water. Gordon ligt op ongeveer 106 m boven zeeniveau.

## Plaatsen in de nabije omgeving
De onderstaande figuur toont nabijgelegen plaatsen in een straal van 24 km rond Gordon.